# Falcileptoneta okinawaensis
Espèce
Falcileptoneta okinawaensis est une espèce d'araignées aranéomorphes de la famille des Leptonetidae.

## Distribution
Cette espèce est endémique d'Okinawa dans l'archipel Nansei au Japon.

## Étymologie
Son nom d'espèce, composé de okinawa et du suffixe latin -ensis, « qui vit dans, qui habite », lui a été donné en référence au lieu de sa découverte, Okinawa.

## Publication originale
- Komatsu, 1972 : Two new cave spiders from Okinawa island (genera Falcileptoneta and Masirana, Leptonetidae). Acta arachnologica, vol. 24, p. 82-85.